# Kocaeli (tỉnh)
Kocaeli là một tỉnh của Thổ Nhĩ Kỳ. Tỉnh lỵ là İzmit, đôi khi cũng được gọi là Kocaeli. Đô thị lớn nhất tỉnh này là Gebze. Mã giao thông là 41. Tỉnh này nằm ở vùng cực đông của Biển Marmara, bên vịnh İzmit. Thành phố tỉnh lỵ có bến cảng tự nhiên lớn, nơi đây có căn cứ của Hải quân Thổ Nhĩ Kỳ.

## Các thành phố
| Hạng | Thành phố    | Điều tra năm 1990 | Điều tra năm 2002 | Điều tra năm 2007 | Ước tính năm 2008 |
| 1    | Gebze        | 159.116           | 253.487           | 310.815           | 319.738           |
| 2    | İzmit        | 190.741           | 195.699           | 248.424           | 255.956           |
| 3    | Derince      | 66.141            | 93.997            | 113.991           | 116.806           |
| 4    | Darıca       | 53.559            | 85.818            | 109.580           | 112.975           |
| 5    | Körfez       | 63.194            | 81.938            | 97.535            | 99.859            |
| 6    | Gölcük       | 65.600            | 55.790            | 71.538            | 73.788            |
| 7    | Çayırova     | 7.800             | 24.825            | 36.741            | 38.709            |
| 8    | Karamürsel   | 24.462            | 29.353            | 36.466            | 37.172            |
| 9    | Dilovası     | 18.590            | 28.890            | 35.856            | 36.851            |
| 10   | Değirmendere | 19.530            | 22.086            | 29.906            | 31.023            |
| 11   | Alikahya     | 4.074             | 16.300            | 23.192            | 24.182            |
| 12   | Hereke       | 13.872            | 14.553            | 18.877            | 19.495            |
| 13   | Yuvacık      | 7.338             | 12.101            | 18.491            | 19.404            |
| 14   | Köseköy      | 9.200             | 15.639            | 17.492            | 17.757            |
| 15   | Kandıra      | 10.427            | 12.641            | 15.473            | 15.770            |
| 16   | Uzunçiftlik  | 7.261             | 13.302            | 14.893            | 15.342            |
| 17   | Kullar       | 8.820             | 17.105            | 13.730            | 13.248            |
| 18   | İhsaniye     | 9.186             | 15.000            | 12.839            | 13.054            |
| 19   | Bahçecik     | 8.648             | 9.563             | 12.232            | 12.613            |
| 20   | Kuruçeşme    | 7.743             | 9.490             | 11.785            | 12.113            |
| 21   | Arslanbey    | 3.439             | 4.421             | 10.573            | 11.452            |

## Dân số Kocaeli năm 2000
| Đô thị    | Dân số  | Đô thị     | Dân số  | Đô thị    | Dân số | Đô thị     | Dân số | Đô thị       | Dân số |
| --------- | ------- | ---------- | ------- | --------- | ------ | ---------- | ------ | ------------ | ------ |
| İzmit     | 199.023 | Gebze      | 253.487 | Derince   | 93.997 | Darıca     | 85.818 | Körfez       | 81.938 |
| Gölcük    | 80.843  | Karamürsel | 31.475  | Dilovasi  | 28.809 | Çayırova   | 22.964 | Değirmendere | 22.086 |
| Kullar    | 17.104  | Alikahya   | 16.591  | Hereke    | 16.189 | Köseköy    | 15.639 | Uzunçiftlik  | 13.032 |
| Kandıra   | 12.641  | Yuvacık    | 12.101  | İhsaniye  | 11.607 | Bahçecik   | 9.563  | Kuruçeşme    | 9.490  |
| Arslanbey | 7.091   | Suadiye    | 6.908   | Maşukiye  | 6.438  | Şekerpınar | 6.309  | Yeniköy      | 5.797  |
| Karşıyaka | 4.893   | Tavşancıl  | 4.845   | Uzuntarla | 4.660  | Halıdere   | 4.218  | Büyükderbent | 4.203  |

## Các huyện
Tỉnh Kocaeli được chia thành 7 đơn vị cấp huyện (huyện lỵ bôi đậm):
- Derince
- Gebze
- Gölcük
- İzmit
- Kandıra
- Karamürsel
- Körfez